# Malik Hairston
Malik Samory Hairston (Detroit, 23 febbraio 1987) è un ex cestista statunitense, professionista nella NBA ed in Europa.

## Carriera
Dopo aver frequentato la "Renaissance High School", scegli di frequentare Oregon, con la maglia della quale segna 1.644 punti in 117 partite, per una media di 14,05 punti a partita.
Viene quindi selezionato con la 18ª scelta del secondo giro (48ª assoluta) nel draft NBA 2008 dai Phoenix Suns. Immediatamente i Suns cedono Hairston assieme ad una somma di denaro ai San Antonio Spurs in cambio di Goran Dragić.
Al termine del training-camp viene escluso dagli Spurs che però decidono di rifirmarlo il successivo 22 dicembre. 
Nella sua stagione da matricola trova poco spazio in NBA, venendo più volte assegnato agli Austin Toros, in D-League. L'8 aprile 2009, al termine della stagione, viene tagliato.
L'8 luglio 2009 firma nuovamente con gli Spurs, ma, nel 2010, viene nuovamente assegnato ai Toros. Con la maglia dei Toros colleziona tra il 2008 e il 2010 1.193 punti in 47 partite per una media di 25,38 punti a partita in D-League.
Dopo l'esperienza italiana il 14 novembre 2013 viene ingaggiato dal Galatasaray, firmando un contratto annuale.
Dal gennaio 2015 gioca con i greci dell'AEK di Atene.

## In Italia
Il 29 luglio 2010 firma con la Mens Sana Siena, in Serie A. Poco dopo viene tuttavia costretto a sottoporsi ad un intervento ad un'ernia, saltando tre settimane. Nonostante le sole 16 partite disputate in Serie A, riesce a recuperare subito prima dell'inizio della fase top 16 di Eurolega. Dopo essersi classificata seconda alle top 16, Siena viene contrapposta all'Olympiacos ai quarti di finale. Dopo essere stata sconfitta in gara-1, Siena sconfigge l'Olympiacos 82-65 in gara-2, nella quale Hairston segna 19 punti e 11 rimbalzi, venendo nominato MVP della partita. La squadra italiana riesce a vincere anche gara-3 e gara-5, nella quale Malik, con 25 punti, 7 rimbalzi, 3 assist e una palla rubata, viene nuovamente nominato MVP della partita, diventando il primo giocatore a vincere il premio due volte in una serie di play-off. Siena si qualifica quindi per le final four per la prima volta dopo quattro anni, vedendosi contrapposta al Panathinaikos. I futuri campioni sconfiggeranno tuttavia Siena per 77-69, rendendo inutili i 12 punti e i 4 rimbalzi di Hairston. Siena riuscirà tuttavia a sconfiggere il Real Madrid 82-60 nella finale per il terzo posto.
Il 25 luglio 2011 viene ingaggiato dall'Olimpia Milano, firmando un contratto annuale. Debutta a Milano in Serie A il 9 ottobre nella vittoria per 89-75 contro la Cimberio Varese, disputando 23 minuti con 12 punti. Chiude la stagione con una media di 13,9 punti in Eurolega e 12,7 punti in Serie A. Il 13 luglio, nonostante un'offerta del CSKA Mosca, rinnova con l'Olimpia firmando un contratto biennale, venendo in seguito nominato capitano della squadra. Chiude la sua seconda stagione a Milano con una media di 11,4 punti a partita in Eurolega. Il 13 luglio 2013 il presidente dell'Olimpia annuncia che Hairston è stato messo fuori rosa e che lascerà la squadra.

## Palmarès

### Club
- Campionato italiano: 1

Mens Sana Siena: 2010-11
- Campionato israeliano: 1

Hap. Gerusalemme: 2016-17
- Coppa Italia: 1

Mens Sana Siena: 2011
- Supercoppa italiana: 1

Mens Sana Siena: 2010

### Individuale
- Miglior marcatore NBDL (2010)